# Schuyler Carron
Schuyler Anthony „Sky” Carron (ur. 24 sierpnia 1921 w Lyon Mountain, zm. 15 czerwca 1964 w Plattsburghu) – amerykański bobsleista, brązowy medalista Zimowych Igrzysk Olimpijskich w Sankt Moritz w dwójkach (w parze z Frederickiem Fortune).